# روبرت بي. بروير
روبرت بي. بروير (بالإنجليزية: Robert Brewer)‏ هو عسكري أمريكي، ولد في 31 يناير 1924، وتوفي في 5 ديسمبر 1996.